# Disneyodendron
Disneyodendron (eximus) o Disneyodendron semperflorens grandis es una denominación inventada por la Walt Disney Company para denominar la especie de los árboles artificiales construidos en varios de sus parques temáticos.
Los ejemplares están en:
- Disneyland: Swiss Family Treehouse, de 1962 a 1998 (más tarde Tarzan's Treehouse)
- Magic Kingdom: Swiss Family Treehouse, desde el 1 de octubre de 1971
- Tokyo Disneyland: Swiss Family Treehouse, desde el 21 de julio de 1992
- Disneyland Resort Paris: Cabane des Robinsons suisses, desde el 12 de abril de 1992
- Hong Kong Disneyland: Tarzan's Treehouse, desde el 12 de septiembre de 2005

Esta taxonomía totalmente ficticia, aunque realista, se debe únicamente a la preocupación por el detalle de los especialistas de la Walt Disney Imagineering. La denominación parece no haber aparecido hasta finales de los años 1970, primero con la terminación eximus y después, en los años 1990, con semperflorens grandis. 
El árbol está inspirado en el baniano y en el árbol del pan por sus raíces, su madera y su circunferencia. Este árbol es semperflorens y lo bastante grande para que el ser humano pueda construir allí sus moradas.
Las versiones de Disneyland y del Magic Kingdom tienen una estructura metálica recubierta de hormigón, con hojas de plástico (800.000 en el Magic Kingdom). Las raíces se hunden 14 metros bajo tierra.
La versión francesa es totalmente de hormigón y tiene 27 m de altura. Sus raíces se hunden 6,5 m bajo el nivel de la isla sobre la cual se sitúa. Componen su follaje unas 300.000 hojas (todas colocadas a mano).
La versión de Tokio es una copia de la francesa pero sin la isla.
- Datos: Q2881520